# Neoarisemus advenus
Neoarisemus advenus är en tvåvingeart som beskrevs av Duckhouse 1978. Neoarisemus advenus ingår i släktet Neoarisemus och familjen fjärilsmyggor. Inga underarter finns listade i Catalogue of Life.